# Kano og kajak under sommer-OL 2020 – C2 500 m (damer)
Damernes 500 meter toerkano under sommer-OL 2020 finder sted den 7. august - 8. august 2020 på Sea Forest Waterway, der ligger i Tokyo Bay zonen.

## Medaljefordeling
| Medaljetagere                  | Medaljetagere                                      | Medaljetagere                                      | Medaljetagere |
| ------------------------------ | -------------------------------------------------- | -------------------------------------------------- | ------------- |
| Guld                           | Sølv                                               | Bronze                                             |               |
| Kina · Xu Shixiao · Sun Mengya | Ukraine · Liudmyla Luzan · Anastasiia Chetverikova | Canada · Laurence Vincent Lapointe · Katie Vincent |               |

## Format
Konkurrencen bliver indledt med to indledende heats. De to bedste fra hvert heat går til semifinalerne, mens de øvrige mødes i de to kvartfinaler. Her går de tre bedste i hver kvartfinale videre til semifinalerne. I semifinalerne går de fire bedste til finalen mens de resterende får mulighed for at konkurrere om placeringerne fra 9 - 16 i B finalen.

## Kvalifikation
Hver NOC kan kvalificere én båd i klassen.
| Kvalifikation                          | Dato                   | Vært       | Pladser | Kvalificeret                                                                  |
| -------------------------------------- | ---------------------- | ---------- | ------- | ----------------------------------------------------------------------------- |
| 2019 ICF Verdensmesterskab             | 21. – 25. august 2019  | Ungarn     | 8       | Kina · Ungarn · Hviderusland · Tyskland · Usbekistan · Cuba · Ukraine · Chile |
| Oceanien Kvalifikationsturnering 2020  | 14. – 16. februar 2020 | Australien | 1       |                                                                               |
| Asiatiske Mesterskaber 2020            | 26. – 29. marts 2020   | Thailand   | 1       |                                                                               |
| Europæisk Kvalifikationsturnering 2020 | 6. – 7. maj 2020       | Tjekkiet   | 2       |                                                                               |
| Pan Am Kvalifikationsturnering 2020    | 7. – 10. maj 2020      | Chile      | 1       |                                                                               |
| Total                                  |                        |            | 13      |                                                                               |

## Tidsplan
Nedenstående tabel viser tidsplanen for afvikling af konkurrencen:
| Dato      | Tid   | Runde         |
| --------- | ----- | ------------- |
| 7. august | 10:00 | Heat 1        |
| 7. august | 10:07 | Heat 2        |
| 7. august | 11:50 | Kvartfinale 1 |
| 7. august | 11:57 | Kvartfinale 2 |
| 8. august | 09:55 | Semifinale 1  |
| 8. august | 10:03 | Semifinale 2  |
| 8. august | 11:20 | B Finale      |
| 8. august | 11:30 | Finale        |

## Resultater

### Heat 1
| Placering | Atlet | Nation | Tid | Note |
| --------- | ----- | ------ | --- | ---- |
| 1         |       |        |     |      |
| 2         |       |        |     |      |
| 3         |       |        |     |      |
| 4         |       |        |     |      |
| 5         |       |        |     |      |
| 6         |       |        |     |      |
| 7         |       |        |     |      |

### Heat 2
| Placering | Atlet | Nation | Tid | Note |
| --------- | ----- | ------ | --- | ---- |
| 1         |       |        |     |      |
| 2         |       |        |     |      |
| 3         |       |        |     |      |
| 4         |       |        |     |      |
| 5         |       |        |     |      |
| 6         |       |        |     |      |
| 7         |       |        |     |      |

### Kvartfinale 1
| Placering | Atlet | Nation | Tid | Note |
| --------- | ----- | ------ | --- | ---- |
| 1         |       |        |     |      |
| 2         |       |        |     |      |
| 3         |       |        |     |      |
| 4         |       |        |     |      |
| 5         |       |        |     |      |

### Kvartfinale 2
| Placering | Atlet | Nation | Tid | Note |
| --------- | ----- | ------ | --- | ---- |
| 1         |       |        |     |      |
| 2         |       |        |     |      |
| 3         |       |        |     |      |
| 4         |       |        |     |      |
| 5         |       |        |     |      |

### Semifinale 1
| Placering | Atlet | Nation | Tid | Note |
| --------- | ----- | ------ | --- | ---- |
| 1         |       |        |     |      |
| 2         |       |        |     |      |
| 3         |       |        |     |      |
| 4         |       |        |     |      |
| 5         |       |        |     |      |

### Semifinale 2
| Placering | Atlet | Nation | Tid | Note |
| --------- | ----- | ------ | --- | ---- |
| 1         |       |        |     |      |
| 2         |       |        |     |      |
| 3         |       |        |     |      |
| 4         |       |        |     |      |
| 5         |       |        |     |      |

### B Finale
| Placering | Atlet | Nation | Tid | Note |
| --------- | ----- | ------ | --- | ---- |
| 9         |       |        |     |      |
| 10        |       |        |     |      |
| 11        |       |        |     |      |
| 12        |       |        |     |      |
| 13        |       |        |     |      |
| 14        |       |        |     |      |

### Finale
| Placering | Atlet | Nation | Tid | Note |
| --------- | ----- | ------ | --- | ---- |
| Guld      |       |        |     |      |
| Sølv      |       |        |     |      |
| Bronze    |       |        |     |      |
| 4         |       |        |     |      |
| 5         |       |        |     |      |
| 6         |       |        |     |      |
| 7         |       |        |     |      |
| 8         |       |        |     |      |